# David Fernández Borbalán
David Fernández Borbalán (født 30. maj 1973) er en spansk fodbolddommer. Han har dømt internationalt under det internationale fodboldforbund FIFA siden 2010, hvor han er placeret i den europæiske dommergruppe som Category 2-dommer, der er det tredjehøjeste niveau for internationale dommere. 

## Kampe med danske hold
- Den 29. marts 2011: Venskabskamp: Slovakiet – Danmark 1-2.
- Den 20. oktober 2011: Gruppespil i UEFA Europa League: OB – Twente 1-4.